# Лира, Гонсало
Гонса́ло А́нхель Кинтилио Ли́ра Ло́пес (исп. Gonzalo Ángel Quintilio Lira López), также известный как Coach Red Pill (29 февраля 1968, Бербанк, Калифорния — 12 января 2024, Украина), — американский и чилийский видеоблогер, конспиролог, пропагандист, писатель и режиссёр. Ранее писал по теме отношений и давал советы по жизни, после начала вторжения России на Украину начал освещать его. Он также был ярым Пиночетистом, поддержавшим государственный переворот в Чили в 1973 году.
1 мая 2023 года был арестован СБУ в Харькове по обвинению в «оправдании российской агрессии». В июле 2023 года после нарушения домашнего ареста при побеге в Венгрию был снова задержан. Находясь под стражей, скончался от пневмонии 12 января 2024 года.

## Биография
Родился 29 февраля 1968 года в Бербанке, штат Калифорния. Детство провёл в долине Сан-Фернандо, в городах Нью-Йорк, Майами, Гуаякиль (Эквадор). Получил среднее образование в Колледже Святого Георгия в Сантьяго-де-Чили в 1985 году, а в 1991 году поступил в Дартмутский колледж, который окончил с отличием в 1995 году, получив степень бакалавра по истории и философии.
В 1997 году выпустил свой первый роман на английском языке — триллер «Counterparts». В 1998 году выпустил первый роман на испанском языке «Tomáh Errázurih». Переехав в 1998 году на Манхэттен, Лира написал сценарий и сам поставил короткометражную комедию «So Kinky». Затем участвовал в разработке видеоигр, таких как «Soldier of Fortune» (с англ. — «Солдат удачи»). В 2002 году написал очередной роман, «Акробат», который позднее приобрела компания «Miramax» для постановки по нему фильма. В том же 2002 году переселился в Чили, где начал писать сценарии и ставить испаноязычные художественные фильмы: в частности, в 2006 году он написал сценарий и поставил фильм «Похищение Каталины».
С 2010 года Лира публиковал в своём блоге экономические анализы. Заявлял о грозящей американскому доллару гиперинфляции. Описывал вакцины против SARS-CoV-2 как «экспериментальное биологическое оружие».
С 2017 года Гонсало Лира загружал видео на YouTube и BitChute под псевдонимом Coach Red Pill и обсуждал проблемы, связанные с отношениями, выступая с консервативных позиций. Среди прочего, высказывался в антифеминистском и женоненавистническом ключе, публиковал дезинформацию о пандемии COVID-19, в политике поддерживал ультраправые идеи, антикоммунизм и диктатуру Аугусто Пиночета.
Как отмечал Маноэль Орта Рибейро (исп. Manoel Horta Ribeiro), швейцарский исследователь цифрового пространства, большая часть контента, размещаемого Лирой под псевдонимом Coach Red Pill, была основана на устаревших взглядах на вопросы гендера и общества, а также просто на мизогинии, защищаемой с помощью сомнительных интерпретаций эволюционной психологии.
В 2016 году переехал в Украину. Проживал в Харькове.

## Личная жизнь
Гонсало Лира женился 14 марта 2013 года в Чили. Жена — украинка. У них было двое детей. Дети родились в Чили, но были гражданами Украины с момента рождения. В марте 2021 года жена подала заявление на развод. Брак был расторгнут 22 декабря 2022 года Дзержинским районным судом города Харькова.

## Распространение конспирологии и дезинформации
Гонсало Лира был известен своими конспирологическим взглядами. Он заявлял, что война Запада с Китаем неизбежна и начнётся весной 2022 года, что Австралия использует против своих жителей акустическое оружие, что женщина, сделавшая прививку против COVID-19, не может более зачать ребёнка и поэтому она «бесполезна, её можно отправить в мусорный бак», что «отключение России от SWIFT уничтожит доллар».
В 2022 году, после начала вторжения России на Украину, находясь в Киеве, активно распространял точку зрения российской пропаганды, размещая соображения по поводу войны в видео на YouTube и в постах в Telegram и Твиттер. Он позиционировал себя как непредвзятый обозреватель происходящего вокруг, который освещает то, что мейнстримные СМИ не освещают. При этом, по информации издания The Bulwark, в середине февраля 2022 года Лира заявлял, что никто старше 12 лет или с IQ выше 90 всерьёз не поверит, «что русские собираются вторгнуться в ближайшее время». Позднее он отрицал резню в Буче, считая её крупной аферой.
Лира транслировал теории заговора и российскую дезинформацию, связанную с нападением на Украину. Так, Лира писал о том, что вторжение было «одним из самых блестящих вторжений в современной истории», президент Украины Владимир Зеленский употребляет наркотики, российские войска не наносят вред гражданским лицам, а также размещал теории заговора о разработке Украиной биологического оружия. СМИ отмечали, что Лира транслировал основные нарративы и тезисы российской пропаганды о том, что у России были причины начать войну с Украиной, что Россия не хотела разрушать Украину и что бо́льшая часть западных журналистов лжёт.
Эксперт по Украине из Ратгерского университета Александр Мотыль охарактеризовал заявления Лиры как абсурдные, противоречащие наблюдаемым данным и соответствующие нарративам российской пропаганды. Специалист по Украине из Рид-колледжа Александра Грицак считал, что Лира используется российской пропагандой в качестве доказательства, что независимые мнения на Западе положительно оценивают происходящее.

## Арест и судебное преследование
5 апреля 2022 года было отмечено, что Лира потерял связь с семьёй, после чего Министерство иностранных дел Чили начало поиск его местонахождения. 18 апреля проукраинская журналистка Сара Эштон-Чирилло сообщила, что все указывают на то, что Лира был схвачен в Харькове. Исчезновение Лиры стало предметом теорий заговора вокруг его предполагаемого убийства, однако 22 апреля 2022 года он вышел на связь, заявив, что был задержан СБУ в тот период, когда пропал без вести.
1 мая 2023 года Лира был арестован по обвинению в создании и распространении материалов, оправдывающих российское вторжение в Украину.
Впоследствии он был освобождён под залог и помещён под домашний арест. Лира вернулся в социальные сети и заявил, что в тюрьме его подвергали пыткам. СБУ это утверждение опровергла. 31 июля попытался бежать из страны в Венгрию, чтобы попросить там политического убежища, но был задержан и снова арестован за нарушение условий освобождения под залог.

## Смерть
12 января 2024 года Гонсало Лира-старший, отец Лиры, сообщил, что его сын умер в украинской тюрьме в возрасте 55 лет. Это подтвердили в Госдепартаменте США и в МИД Чили. По сообщениям, причиной его смерти стала пневмония.
Лира-старший обвинил президента Украины Владимира Зеленского и президента США Джо Байдена в смерти его сына.

## Фильмография
- So Kinky (1998) — сценарист, режиссёр.
- Secuestro (2005), известный также как Catalina's Kidnapping («Похищение Каталины») — соавтор сценария, сопродюсер, режиссер.